# Kabinett Vares

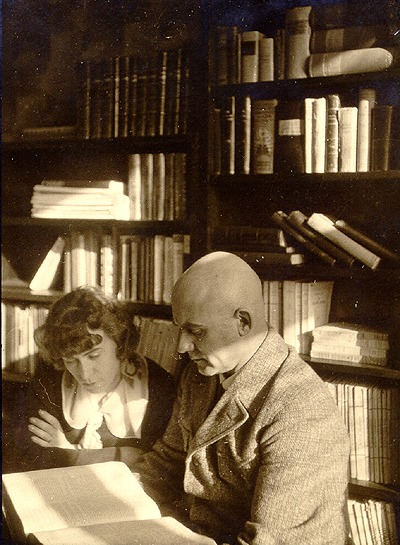
Johannes Vares (Aufnahme von 1931, links seine Ehefrau Emilie)

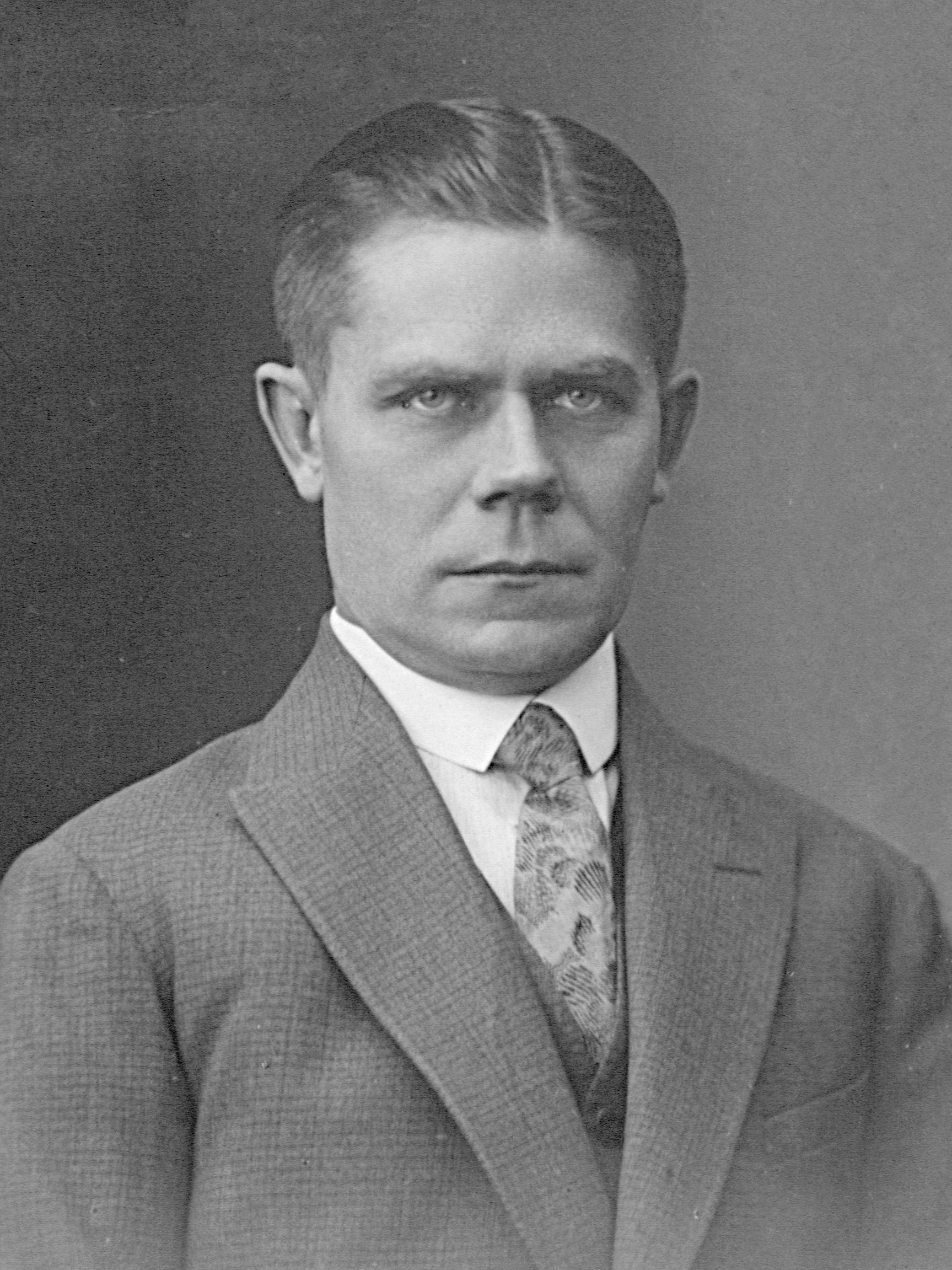
Hans Kruus

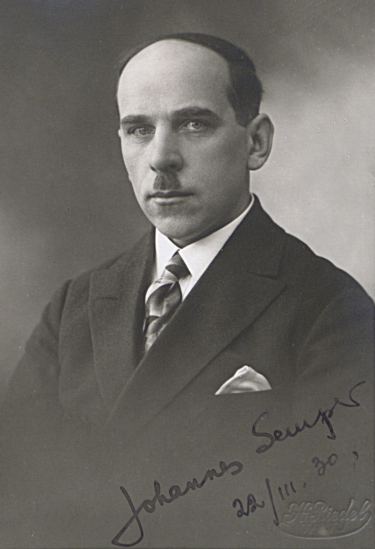
Johannes Semper

Das Kabinett Vares war die erste kommunistische Regierung nach der sowjetischen Besetzung der Republik Estland. Die Stalin-treue Marionettenregierung amtierte vom 22. Juni bis zum 25. August 1940.

## Historischer Hintergrund
Im geheimen Zusatzprotokoll zum deutsch-sowjetischen Nichtangriffspakt vom 23. August 1939 schlugen Hitler und Stalin die Republik Estland der sowjetischen Interessensphäre zu. Die Rote Armee besetzte Estland am 17. Juni 1940 mit etwa 90.000 Soldaten. Vorangegangen waren ein sowjetisches Ultimatum vom 16. Juni 1940 sowie eine See- und Luftblockade des Landes.
Die estnischen Streitkräfte und Behörden leisteten keinen Widerstand, um unnötiges Blutvergießen zu vermeiden. Der Oberbefehlshaber der estnischen Armee, General Johan Laidoner, und der sowjetische Delegationsleiter Merezkow unterzeichneten am 17. Juni 1940 in Narva während der bereits laufenden Besetzung eine entsprechende Vereinbarung, das sogenannte Narvaer Diktat. Der bürgerliche Ministerpräsident Jüri Uluots und seine Regierung hatten bereits am 16. Juni 1940 aus Protest gegen das sowjetische Ultimatum ihren Rücktritt eingereicht.
Die Weltöffentlichkeit nahm von der Besetzung der baltischen Staaten wenig Kenntnis, da gleichzeitig Deutschland Frankreich, die Niederlande, Belgien und Luxemburg angegriffen hatte.

## Kommunistische Regierung
Den neuen sowjetischen Machthaber war für das Bild im In- und Ausland an einem ruhigen Machtübergang gelegen. Am 21. Juni 1940 um 18.00 Uhr überreichte Stalins Statthalter in Tallinn, Andrei Schdanow, dem estnischen Staatspräsidenten Konstantin Päts die Kabinettliste. Sie wurde von Päts ausgefertigt und um 22.15 Uhr im estnischen Radio verkündet. Die neue Regierung trat mit der Vereidigung durch den Staatspräsidenten am folgenden Morgen offiziell ihr Amt an.
Der Regierung unter dem neuen Ministerpräsidenten, dem linken Schriftsteller Johannes Vares, gehörten linksgerichtete estnische Intellektuelle und Mitglieder der Arbeiterbewegung an. Führende Kommunisten der bis dahin verbotenen Kommunistischen Partei Estlands (EKP) oder russischstämmige Esten waren zunächst nicht darunter. Allerdings traten fast alle Mitglieder der Regierung bereits im Juli und August der Kommunistischen Partei bei, die am 4. Juli wieder zugelassen wurde.
Die Regierung Vares spielte keine entscheidende Rolle. Die eigentliche Staatsgewalt lag bei Schdanow sowie der sowjetischen Gesandtschaft im Land.
Unmittelbar mit der sowjetischen Besetzung Estlands setzte die stalinistische Verfolgung gegen Andersdenkende ein. Am 14. und 15. Juli 1940 fanden in einem Klima der Angst und der Verfolgung anti-kommunistischer Gegner Scheinwahlen zum estnischen Parlament (Riigivolikogu) statt. Nicht-kommunistische Kandidaten wurden von der Wahl ausgeschlossen.
Am 21. Juli 1940 benannte das neugewählte Parlament die Republik Estland einstimmig in Estnische Sozialistische Sowjetrepublik um (RT 1940, 74, 733). Es bat zwei Tage später einstimmig um die Aufnahme als Unionsrepublik in die Sowjetunion. Dieser Bitte wurde am 6. August 1940 stattgegeben. Der Riigivolikogu setzte als nächsten Schritt Staatspräsident Päts ab, der Ende Juli mit seiner Familie ins Innere Russlands deportiert wurde.
Das Parlament machte sich an die Ausarbeitung einer neuen estnischen Verfassung nach sowjetischem Vorbild, die bereits am 25. August 1940 angenommen wurde. Sie war drei Tage zuvor vom Zentralkomitee der KPdSU gebilligt worden.
Der Riigivolikogu benannte sich am 25. August 1940 in „Provisorischen Obersten Sowjet der Estnischen Sozialistischen Sowjetrepublik“ (Eesti NSV Ajutine Ülemnõukogu) um. Mit Inkrafttreten der neuen Verfassung wurde die bisherige Regierung Vares durch den „Rat der Volkskommissare der Estnischen SSR“ (Eesti NSV Rahvakomissaride Nõukogu) abgelöst.

## Regierung Vares
| Ressort                             | Name              | Amtszeit                           |
| ----------------------------------- | ----------------- | ---------------------------------- |
| Ministerpräsident                   | Johannes Vares    | 22. Juli 1940 bis 25. August 1940  |
| Stellvertretender Ministerpräsident | Hans Kruus        | 22. Juli 1940 bis 25. August 1940  |
| Außenminister                       | Nigol Andresen    | 22. Juli 1940 bis 25. August 1940  |
| Landwirtschaftsminister             | Aleksander Jõeäär | 22. Juli 1940 bis 25. August 1940  |
| Innenminister                       | Maksim Unt        | 22. Juli 1940 bis 25. August 1940  |
| Verkehrsminister                    | Orest Kärm        | 22. Juli 1940 bis 25. August 1940  |
| Gerichtsminister                    | Boris Sepp        | 22. Juli 1940 bis 5. August 1940   |
| Gerichtsminister                    | Friedrich Niggol  | 5. August 1940 bis 25. August 1940 |
| Wirtschaftsminister                 | Juhan Nihtig      | 22. Juli 1940 bis 25. August 1940  |
| Kriegsminister                      | Tõnis Rotberg     | 22. Juli 1940 bis 25. August 1940  |
| Sozialminister                      | Neeme Ruus        | 22. Juli 1940 bis 25. August 1940  |
| Bildungsminister                    | Johannes Semper   | 22. Juli 1940 bis 25. August 1940  |